# Funny Money
Funny Money är en komedifilm från 2006, regisserad av Leslie Greif och med Chevy Chase, Penelope Ann Miller och Armand Assante i huvudrollerna.  Filmen är baserad på den brittiska farsen Funny Money av Ray Cooney. Filmen var en samproduktion mellan filmproducenter i Tyskland, USA och Rumänien. 

## Handling
Chevy Chase och Penelope Ann Miller spelar ett par som av misstag kommer över en väska innehållande 5 miljoner dollar som tillhör den rumänska maffian.

## Om filmen
Funny Money är baserad på en brittisk pjäs av Ray Cooney, filmen är en samproduktion mellan Tyskland, USA och Rumänien.
Filmen har inte släppts på dvd i Sverige.

## Rollista (urval)
- Chevy Chase - Henry
- Penelope Ann Miller - Carol Perkins
- Armand Assante - Genero
- Christopher McDonald - Vic
- Robert Loggia - Feldman
- Guy Torry - Angel
- Rebecca Wisocky - MM. Virginia
- Kevin Sussman - Denis Slater
- Alex Meneses - Gina
- Marty Belafsky - Stan Martin